# Кастелеро
Кастелѐро (на италиански: Castellero; на пиемонтски: Castlé, Кастъле) е село и община в Северна Италия, провинция Асти, регион Пиемонт. Разположено е на 247 m надморска височина. Населението на общината е 304 души (към 2013 г.).